# Afrolimnophila irrorata
Afrolimnophila irrorata är en tvåvingeart som först beskrevs av Johnson 1909.  Afrolimnophila irrorata ingår i släktet Afrolimnophila och familjen småharkrankar. Inga underarter finns listade i Catalogue of Life.